# 興建中的中國長城 (短篇故事)
〈興建中的中國長城〉（德語：Beim Bau der Chinesischen Mauer）是法蘭茲·卡夫卡於1917年創作的短篇故事，但於他過世後7年，即1931年才由馬克斯·布洛德收入同名作品集，連同其他故事一同出版。

## 翻譯
此故事的英語翻譯於1933年的倫敦由馬丁·塞克出版，譯者是薇拉·繆爾和埃德溫·繆爾。1946年，該譯本於紐約由紹肯圖書出版。

## 外部連結
- 〈興建中的中國長城〉英語全文 （页面存档备份，存于）